# Joseph Pérès
Joseph Jean Camille Pérès (* 31. Oktober 1890 in Clermont-Ferrand; † 12. Februar 1962 in Paris) war ein französischer Angewandter Mathematiker, der sich mit Hydrodynamik befasste.

## Leben
Pérès war der Sohn eines Philosophen und studierte ab 1908 an der École normale supérieure. Er war Schüler von Émile Borel, der ihn mit Vito Volterra bekannt machte, bei dem er in Rom an seiner Dissertation arbeitete. Vorher begann er als Lehrer am Gymnasium in Montpellier zu arbeiten. 1915 wurde er bei Volterra mit der Arbeit Sur les fonctions permutable de première espèce de M. Vito Volterra promoviert. Er lehrte an den Universitäten (damals Faculté des Sciences) von Toulouse und Straßburg und wurde 1921 Professor für Rationale Mechanik an der Universität Marseille, an der er 1930 das Institut für Hydrodynamik gründete. 1932 wurde er Professor an der Sorbonne, an der er 1954 bis 1961 Dekan der Faculté des Sciences war.
1942 wurde er Mitglied der Académie des sciences, von der er auch mehrere Preise erhielt. 1937 war er Präsident der Société Mathématique de France. 1955 wurde er in die Königliche Akademie von Belgien und 1956 in die National Academy of Sciences gewählt.
Er befasste sich neben Hydrodynamik (Theorie viskoser Flüssigkeiten, Theorie von Wirbeln) mit Funktionalanalysis in der Tradition von Volterra (Theorie der Integralgleichungen). Ein gemeinsames Werk Theorie generale des fonctionelles von 1936 kam nicht über den ersten Band hinaus, da es damals schon völlig veraltet war und von der damals sehr aktiven Forschung (Stefan Banach, John von Neumann u. a.) überholt.